# Lurio
Lurio o Lúrio es una villa y también uno de los cuatro puestos administrativos que forman el distrito de Memba en la provincia de Nampula en la zona septentrional de Mozambique, región fronteriza con las provincias de Cabo Delgado de Niassa y de Zambezia. Región ribereña del Océano Índico.

## Geografía
Es un centro pesquero de Mozambique, en el distrito de Nampula en la desembocadura del río Lurio, cuyas cataratas son un atractivo turístico. Se encuentra en una importante zona por las formaciones rocosas existentes y los minerales que las componen.
Puesto administrativo (posto administrativo) con una población de 16 121 habitantes y, formado por una sola localidad: Lurio, sede.
Código Postal 30903.